# عائده ایمانقلی‌اوا
عائده ایمانقلی‌اوا (ترکی آذربایجانی: Aida İmanquliyeva; ۱۰ اکتبر ۱۹۳۹ – ۱۹ سپتامبر ۱۹۹۲) یک شرق‌شناس، عرب‌شناس، کارشناس علوم ادبی، منتقد ادبی، مترجم، عضو اتحادیه نویسندگان جمهوری آذربایجان و دکترای لغت‌شناسی آذربایجانی بود. وی همچنین مادر مهربان علیوا، بانوی اول و معاون نخست رئیس‌جمهوری آذربایجان است.

## زندگی‌نامه
عائده ایمانقلی‌اوا ۱۰ اکتبر سال ۱۹۳۹ در شهر باکو در آذربایجان شوروی به دنیا آمد. در سال ۱۹۵۷ از مدرسه شماره ۱۳۲ در باکو با اخذ مدال طلا فارغ‌التحصیل و وارد دانشگاه دولتی آذربایجان شد. در سال ۱۹۶۲ بود که از رشته زبان و ادبیات عربی دانشکده شرق‌شناسی دانشگاه یاد شده دانش‌آموخته شده و به تحصیلات تکمیلی در کرسی «ملل شرقی و تاریخ ادبیات» همان دانشکده پرداخت. بعداً، در دانشگاه «ملت‌های آسیایی» آکادمی ملی علوم شوروی سابق به تحصیلات خود ادامه داد.
با دفاع از پایان‌نامه‌اش در سال ۱۹۶۶، عائده ایمانقلی‌اوا فعالیت‌های شغلی خود را به عنوان محقق در دانشکده حاورشناسی آکادمی ملی علوم آذربایجان شوروی شروع نمود. در سال‌های پیرو، به پژوهشگری ارشد (۱۹۷۳)، ریاست قسمت زبان و ادبیات عربی (۱۹۷۶) و معاونت تحقیقات (۱۹۸۸) ارتقاء مقام یافت. از سال ۱۹۹۱ تا آخبر عمرش، سکان هدایت دانشکده شرق‌شناسی آکادمی ملی علوم جمهوری آذربایجان را به عهده داشت.
در سال ۱۹۸۹، پس از دفاع موفقیت‌آمیز از تز دکتری خود در تفلیس، عائده ایمانقلی‌اوا به منزله اولین زن نام علمی دکترای علوم شرق‌شناسی را به خود اختصاص داد. سپس توانست درجه علمی پروفسور را کسب کند.

## فعالیت
عائده ایمانقلی‌اوا در طول فعالیت‌های علمی خود، ۳ تک‌نگاشت، و نیز بیش از ۷۰ مقاله پژوهشی در موضوع ادبیات شرقی به تألیف درآورد. وی همچنین به عنوان عضو، معاون ریئس و مسئول اتحادیه دفاع از پایان‌نامه‌هایی در موضوعات «ادبیات کشورهای آسیایی و آفریقایی» تحت نظر دانشکده شرق‌شناسی آکادمی ملی علوم جمهوری آذربایجان فعالیت کرد.
پروفسور عائده ایمانقلی‌اوا محافل علمی خاورمیانه و شهرهای مختلف کشورهای خارجی همچون مسکو، کی‌یف، پولتاوا، سن پترزبورگ، گالی و غیره… را با مطالعات شرق‌شناسی آذربایجان آشنا ساخت.
در حوزه فعالیتهای علمی- سازمانی، عائده ایمانقلی‌اوا به آموزش و پرورش متخصصان حرفه‌ای عرب‌شناس توجه زیادی قائل بود. در بخش زبان و ادبیات عربی که وی مقام مسئول آن بود، در مدت خیلی کوتاهی با راهنمایی عائده ایمانقلی‌اوا، بالغ بر ۱۰ نفر از پایان‌نامه پی‌اچ‌دی خود با موفقیت دفاع کردند. عائده ایمانقلی‌اوا در هیئت رئیسه انجمن سراسری مستشرقان اتحادیه (شوروی)، شورای هماهنگی سراسری اتحادیه در زمینه پژوهش ادبیات خاورزمین، و اتحادیه نویسندگان آذربایجان شوروی عضویت داشت.
عائده ایمانقلی‌اوا که برای سالهای طولانی به آموزش و پرورش پرداخت، در دانشکده زبان و ادبیات عربی دانشگاه دولتی باکو نیز تدریس می‌کرد.
عائده ایمانقلی‌اوا در ۸ سپتامبر سال ۱۹۹۲ درگذشت. برای جاودانه ساختن یاد و خاطره این خاورشناس سرشناس آذربایجانی، به یکی از دانشجویان رشته زبان و ادبیات دانشگاه دولتی باکو که نمرات عالی به دست آورده بود، بورس تحصیلی به اسم عائده ایمانقلی‌اوا اهدا گردید.